# Karl von Delius
Karl Friedrich Ludwig Heinrich Ernst Delius, ab 1863 von Delius, (* 22. Juli 1840 in Koblenz; † 28. August 1907 in Fulda) war ein preußischer Regierungsrat sowie Landrat der Landkreise Warburg und Hameln.

## Leben

### Familie
Er war der Sohn von Eduard Delius (1809–1861), königlich-preußischer Vize-Regierungspräsident zu Koblenz, und der Charlotte von Ammon (1803–1869), die am 4. März 1863 in Berlin gemeinsam mit ihren Kindern in den preußischen Adelsstand erhoben wurde. Delius heiratete in erster Ehe am 17. Mai 1874 in Hildesheim Berta Snell (* 3. November 1853 in Eichberg (heute Ortsteil von Eltville am Rhein), Herzogtum Nassau; † 13. November 1879 in Warburg), die Tochter des Geheimen Sanitätsrats Ludwig Snell und der Auguste Alefeld. Aus dieser Ehe stammten Walther von Delius (1875–1961), Oberst im Reichsluftfahrtministerium, Ritter des Ordens Pour le Mérite und des Hohenzollernschen Hausordens mit Schwertern, und der Schriftsteller Rudolf von Delius (1878–1946). In zweiter Ehe heiratete er am 26. Juli 1880 in Braunau (Böhmen) Marie Trautvetter (* 21. Januar 1860 in Posen; † 3. Januar 1944 in Leipzig), die Tochter des Rudolph Trautvetter, Rittergutspächter in Mittelsteine (Niederschlesien), und der Louise von Mengersen. Aus dieser Ehe stammte u. a. der Bergwerksdirektor Friedrich von Delius (1881–1967).

### Berufliche Laufbahn
Delius erlangte das Reifezeugnis im Jahr 1860 in Lausanne. Danach studierte in Heidelberg, München und Bonn Rechts- und Kameralwissenschaften. Anschließend absolvierte er den für den preußischen Justiz- und Verwaltungsdienst üblichen Vorbereitungsdienst bei Gerichten und Behörden. Er absolvierte seinen Militärdienst als Einjährig-Freiwilliger in der Preußischen Armee. Den Deutschen Krieg von 1866 und den Krieg gegen Frankreich von 1870/71 machte er als Landwehroffizier mit.
Im Jahr 1871 wurde Regierungsassessor in Koblenz. Ein Jahr später wechselte er zur Landdrostei Osnabrück und kurze Zeit später nach Aurich und Hildesheim. Im Jahr 1875 wurde er mit der Verwaltung des Landratsamtes Warburg beauftragt. Ein Jahr später folgte die offizielle Ernennung zum Landrat. Im Jahr 1885 wechselte in derselben Funktion nach Hameln. Im Jahr 1888 wurde Delius in den einstweiligen Ruhestand versetzt.
Delius trat 1892 wieder in den Staatsdienst ein und wurde Vorsitzender der Einkommenssteuerveranlagungskommission in Barmen. Im Jahr 1893 wurde er zum Regierungsrat ernannt. Im Jahr 1896 wurde er als Vorsitzender der Einkommenssteuerveranlagungskommission nach Görlitz versetzt. Am 1. April 1904 trat Delius endgültig in den Ruhestand.